# Guessling-Hémering
Guessling-Hémering là một xã trong tỉnh Moselle, vùng Grand Est đông bắc nước Pháp.